# Irma Salas Silva
Irma Salas Silva (11 de marzo de 1903 - 28 de abril de 1987) fue una destacada educadora chilena. Fue la primera chilena en obtener un doctorado en Educación, obtenido en la Universidad de Columbia, en 1930.

## Biografía
Irma Salas era hija de Darío Salas Díaz y Luisa Silva Molina.

### Trabajo docente
Ingresó al Instituto Pedagógico de la Universidad de Chile, donde se tituló de Profesora de Inglés, en 1924. Fue enviada por el gobierno a perfeccionarse a Estados Unidos, donde se doctoró en Educación en la Universidad de Columbia, en 1930. Su tesis la elaboró sobre investigación empírica sobre educación.
Al regresar a Chile, comienza a trabajar en el cuerpo docente del Instituto Pedagógico. Se convierte en una de las principales impulsoras de la experimentación pedagógica, tomando parte en la creación del Liceo Experimental Manuel de Salas, donde fue Directora hasta 1943. En el liceo, el nuevo centro de experimentación del Instituto Pedagógico, durante 10 años se aplica la pedagogía de Dewey.
Al dejar el liceo, en 1945, es nombrada presidenta de la comisión de renovación del sistema escolar secundario, encargada de reformular y replantear la educación secundaria chilena. La comisión propone la creación de más Liceos Experimentales, primero seis, para luego ampliar la reforma al resto. En 1953 el presidente Carlos Ibáñez del Campo detiene la reforma, por lo que esta queda limitada a los siete primeros. Sin embargo, algunos elementos de esta reforma, como los consejos de curso, los centros de alumnos, y los profesores jefes, son adoptados por el sistema escolar secundario chileno.
Asumió en 1946 la jefatura del Departamento de Educación de la Facultad de Filosofía y Educación de la Universidad de Chile.
Una de sus metas profesionales fue el acercamiento de la Universidad a las Regiones de Chile. En 1960, durante la rectoría de Juan Gómez Millas, Irma Salas implementó un programa de colegios universitarios, dentro de la Universidad de Chile, que ofrecían carreras cortas, en Temuco, La Serena, Osorno, Antofagasta y otras ciudades, las que se convertirían en 1981 en universidades autónomas públicas.

### Trabajo pro derechos femeninos
En 1931, justo después de la caída de Carlos Ibáñez del Campo, participó en la creación de la Asociación de Mujeres Universitarias, dentro de la cual se desempeñó como secretaria de la primera mesa directiva. La organización, que buscaba extender y mejorar las oportunidades culturales, económicas, cívicas y sociales de las mujeres profesionales y elevar las condiciones de vida de la mujer en general fue impulsada principalmente por Amanda Labarca, y contó como presidenta con Ernestina Pérez, la primera mujer médico de Chile; la misma Labarca y Elena Caffarena, abogada, como vicepresidentas; y Elena Hott, trabajadora social, como tesorera.
En 1946 reportó, durante la celebración del Día Internacional de la Mujer en la Federación Chilena de Instituciones Femeninas, como miembro de la Asociación de Mujeres Universitarias, sobre el Congreso de la Mujer, realizado en París en 1945. En su alocución declaró que "las mujeres habían participado activamente en el esfuerzo de la guerra, lo que les había dado una nueva autoconciencia y respeto", y que habían aprendido a "convertir los principios democráticos en realidad para la mujer".

## Honores
En 1953 fue designada, debido a sus méritos, como especialista permanente en Educación de la Unesco. En 1983 recibió el Premio Interamericano de Educación Andrés Bello, que es entregado por la Organización de Estados Americanos. También hay una escuela básica con su nombre, ubicada en Concón. En la Universidad de La Serena existe una sede que lleva su nombre.